# Microsema pazata
Microsema pazata là một loài bướm đêm trong họ Geometridae.